# Otto Diels
Otto Paul Hermann Diels, född 23 januari 1876 i Hamburg, död 7 mars 1954 i Kiel, var en tysk professor i organisk kemi. 

## Biografi
Diels var son till en professor i filologi vid universitetet i Berlin, där han själv också avlade sin doktorsexamen i kemi i en grupp under Emil Fischer. Han undervisade fram till 1916 vid detta universitet och från 1916 till 1945 vid universitetet i Kiel.
Diels lyckades 1906 framställa den högreaktiva koldioxiden C3O2, och kunde också bestämma dess egenskaper och kemiska sammansättning. 
Tillsammans med sin elev Kurt Alder upptäckte Diels 1928 att diener med viss typ av strukturelement reagerade med lämpligt substituerade alkener och gav cyklohexenderivat, ofta under mycket milda betingelser. Denna s.k. diensyntes eller Diels-Adlerreaktion är en viktig syntesprincip vid framställning av cykliska naturprodukter, kondenserade aromater och heterocykliska föreningar (cykloaddition).
År 1931 erhöll Diels guldmedaljen Adolf-von-Baeyer-Denkmünze och 1950 Nobelpriset i kemi tillsammans med Kurt Alder för upptäckten av Diels–Alderreaktioner.